# Bursaria
Genre
Classification phylogénétique
Bursaria est un genre de plantes à fleurs de la famille des Pittosporaceae. Ce sont des arbustes originaires d'Australie
Il doit son nom à l'aspect de ses fruits qui rappellent des petites bourses (bursa en latin)

## Principales espèces
- Bursaria calcicola L.Cayzer, Crisp & I.Telford
- Bursaria incana Lindl.
- Bursaria longisepala Domin
- Bursaria occidentalis E.M.Benn.
- Bursaria reevesii L.Cayzer, Crisp & I.Telford
- Bursaria spinosa Cav.
- Bursaria tenuifolia F.M.Bailey